# 一丛花
一丛花，词牌名。亦称《一丛花令》。双调，共七十八字。前後阕相同，各七句，三十九字，押四平韵。

## 词牌格式
平表示平聲，
仄表示仄聲，
仄表示本仄可平，
平表示本平可仄，粗體表示韻腳。
平平平仄仄平平，平仄仄平平。平平仄仄平平仄，仄平仄、仄仄平平。平仄仄平，平平仄仄，平仄仄平平。
平平平仄仄平平，平仄仄平平。平平仄仄平平仄，仄平仄、平仄平平。平仄仄平，平平仄仄，平仄仄平平。

### 例词
- 蘇軾

今年春淺臘侵年。冰雪破春妍。東風有信無人見。露微意、柳際花邊。寒夜縱長。孤衾易暖。鐘鼓漸清圓。
朝來初日半含山。樓閣淡疏煙。遊人便作尋芳計。小桃杏、應已爭先。衰病少情。疏慵自放。惟愛日高眠。
- 张先

伤高怀远几时穷？无物似情浓。离愁正引千丝乱，更东陌、飞絮蒙蒙。嘶骑渐远，征尘不断，何处认郎踪？
双鸳池沼水溶溶，南陌小桡通。梯横画阁黄昏后，又还是、斜月帘栊。沈恨细思，不如桃杏，犹解嫁东风。